# Mount Terror
Der Mount Terror ist ein großer erloschener Schildvulkan, der den östlichen Teil der Ross-Insel bildet. Er ist überwiegend mit Eis und Schnee bedeckt.

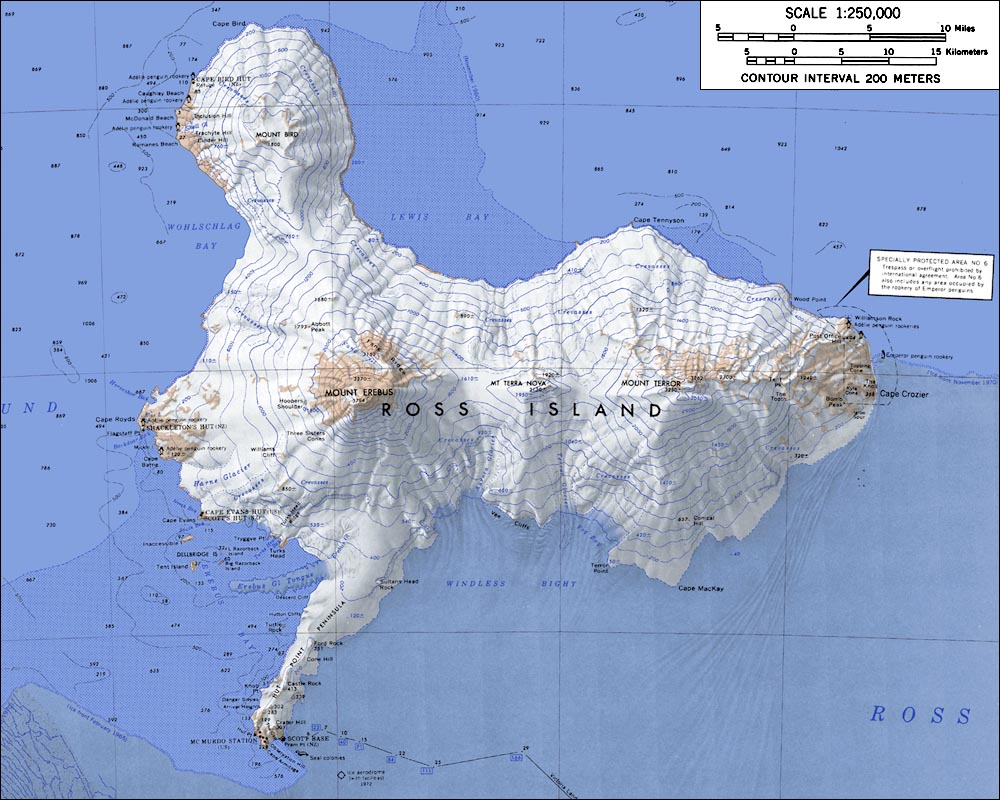
Topografische Karte der Ross-Insel (Maßstab 1:250.000)

Mount Terror ist der zweitgrößte der drei Vulkane, aus denen die Ross-Insel besteht, und wird übertroffen vom etwa 30 km westlich liegenden Mount Erebus. Der überwiegend aus vulkanischem Lockermaterial basaltischer Zusammensetzung bestehende Vulkankegel weist an den Flanken zahlreiche Nebenkrater auf. Die Gesteine der Gipfelregion wurden bisher nicht erforscht; Altersdatierungen an Proben aus tieferen Regionen ergaben ein Alter zwischen 1,75 und 0,82 Mio. Jahren. Eine vulkanische Aktivität jüngeren Datums konnte beim Mount Terror nicht festgestellt werden.
Der Vulkan wurde im Jahre 1841 von James Clark Ross bei der nach ihm benannten Expedition nach der Terror benannt, dem zweiten Schiff seiner Expeditionsflotte. Sein Flaggschiff war namensgebend für den Mount Erebus.
Die Erstbesteigung des 3262 m hohen Berges erfolgte 1959 durch eine neuseeländische Gruppe.